# بلاندی (فیلم ۱۹۳۸)
بلاندی (انگلیسی: Blondie) یک فیلم است که در سال ۱۹۳۸ منتشر شد. از بازیگران آن می‌توان به پنی سینگلتون، آرتور لیک، ریتا هیورث، و جان کوالن اشاره کرد.